# 스트랫퍼드 (런던)

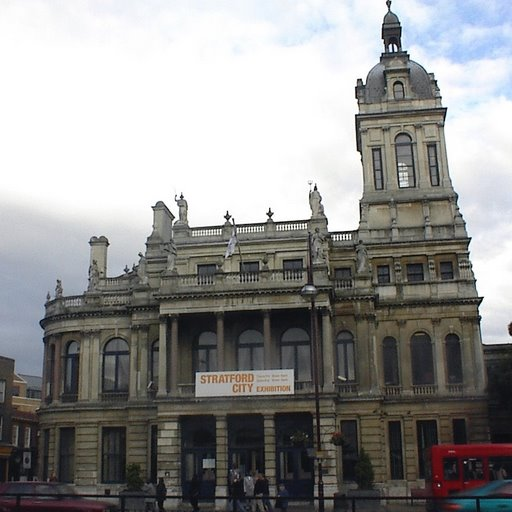
시청.

스트랫퍼드(영어: Stratford)는 영국 런던의 지역 중 하나이다.